# Henry de Forge
Pour les articles homonymes, voir Forge.
Henry Sazerac de Forge dit Henry de Forge, né à Nevers le 27 novembre 1874 et mort dans le 5e arrondissement de Paris le 7 mars 1943, est un écrivain français.

## Biographie
Rédacteur en chef de la revue satirique illustrée Fantasio, on lui doit un nombre important de romans sentimentaux mais aussi des pièces de théâtre. Son ouvrage, témoignage de ses combats lors de la Première Guerre mondiale, Feuilles françaises dans la tourmente, reçoit en 1935 le prix Montyon.
Incorporé comme caporal dans le 38e régiment d'infanterie territoriale au début de la Première Guerre mondiale, il y collabore à L'écho des Marmites, la gazette des tranchées. En 1915, il fonde la Ligue de la Tête de Loup, ayant pour but de lutter contre les profiteurs de guerre. Il publie dès 1917 chez Ernest Flammarion un premier ouvrage sur sa vie au front : La Créance, roman du temps de guerre.

## Œuvres
- 1893 : Le Père, pièce en prose, en 1 acte et 2 tableaux
- 1896 : Fleurs de rêves, préface de Louis Tiercelin
- 1900 : Une actualité sensationnelle, comédie en 1 acte, avec Trébla
- 1902 : Le Soir du Calvaire, drame sacré en 1 acte, en prose
- 1904 : Le Coffret, comédie en 1 acte
- 1904 : Calvaire maternel
- 1904 : L'Extraordinaire aventure, pièce en 1 acte, d'après la nouvelle de Pierre Louÿs
- 1904 : S. S. Léon XIII, 1810-1903
- 1905 : Le pépin du roi
- 1910 : Colette Willy devant le Peuple
- 1911 : Les Insoupçonnés, situations sociales pittoresques que peuvent suggérer le cœur ou l'esprit
- 1913 : Les yeux du cœur, comédie en un acte
- 1916 : Ah ! la belle France !, impressions du front
- 1917 : La Créance, roman du temps de guerre, Flammarion
- 1919 : La Lumière qu'éteignit l'orage
- 1919 : Le Petit coffret de bois de rose, dialogue
- 1921 : Signé Durand , roman
- 1922 : Le Bien d'autruy, comédie en 1 acte, tirée d'une nouvelle du Roi Louis XI
- 1925 : La Couronne d'épines, douze souvenirs
- 1926 : L'Autre mère, scène lyrique
- 1928 : Cœur joli
- 1928 : Le Fils de joie, roman
- 1928 : Être la plus jolie
- 1928 : L'Errante Image, roman d'amour
- 1928 : Colombinette
- 1928 : Cœurs embaumés
- 1929 : L'Image exquise
- 1929 : Le Nid tombé de la franche, roman sentimental
- 1929 : Un Cœur sous les roses, roman d'amour
- 1929 : Fynette aux yeux mauves, roman d'amour
- 1931 : Le lys bien aimé
- 1932 : Feuilles françaises dans la tourmente. Les Héros de la presse clandestine dans le Nord envahi (1914-1918), 9 portraits et photographies hors texte, avec Jean Mauclère, Berger-Levrault, Paris.
- 1934 : Mouny-Mounette
- 1934 : Pierrot mon ami, court-métrage, scénario
- 1939 : Garder son rêve
- 1939 : Du parfum sur la vie
- 1939 : La Douceur du nid
- 1939 : Jolène, petite fleur fragile
- 1939 : La Gitane aux yeux de velours

## Récompenses et distinctions
- 1925 : Chevalier de la légion d'Honneur[4]
- 1929 : Prix de Jouy pour Soi-même[3]
- 1935 : Prix Montyon pour Feuilles françaises dans la tourmente